# Apollinare (prefetto del pretorio)
Apollinare (latino: Apollinaris; fl. 408-409) è stato un funzionario romano di età imperiale, di origine gallica, nonno del poeta Sidonio Apollinare.

## Biografia
Nativo dell'Alvernia, era il figlio di un alto ufficiale. Ebbe almeno quattro figli: Apollinare, Simplicio e Taumasto, più un quarto di nome ignoto, padre di Gaio Sollio Sidonio Apollinare. Fu il primo della famiglia a ricevere il battesimo.
Servì sotto gli usurpatori Costantino "III" e suo figlio Costante "II", come Prefetto del pretorio delle Gallie e Praefectus urbi di Arelate. Nel 408 accompagnò Costante, all'epoca cesare, in Spagna; fu sostituito, probabilmente da Decimio Rustico, alla nomina di Costante ad augusto (probabilmente nel 409).
Fu sepolto in Alvernia; la sua tomba recava un epitaffio composto dal nipote (CIL XIII, 2352).